# Sinfonía n.º 4 (Mozart)

Mozart en 1763.

La Sinfonía n.º 4 en re mayor, K. 19 fue compuesta de Wolfgang Amadeus Mozart en el verano de 1765 en Londres, cuando el compositor tenía nueve años.

## Historia

### Contexto

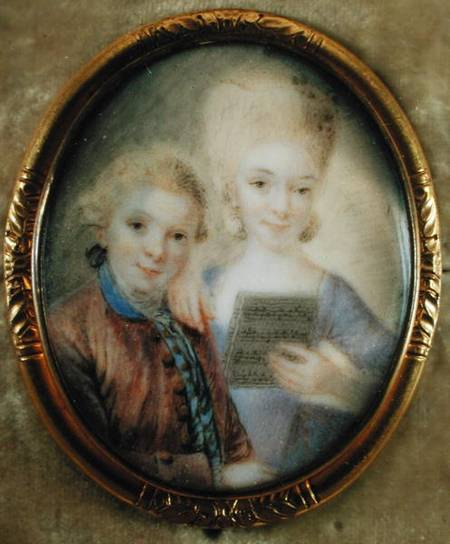
Wolfgang y Nannerl hacia 1763.

La carrera de Mozart como sinfonista había empezó en Londres durante el gran viaje de la familia Mozart por Europa entre junio de 1763 y noviembre de 1766. El padre Leopold Mozart planeó la gira para exhibir a sus prodigiosos hijos, Wolfgang y Nannerl en las principales cortes europeas. Tras pasar por Alemania, Bélgica y Francia, la familia llegó a Londres en abril de 1764 y el día 27 se presentó en la corte de Jorge III. La extraordinaria impresión que causó la destreza de los niños con el teclado en los numerosos conciertos que ofrecieron está bien documentada. En ese tiempo Wolfgang compuso sus primeras obras del género, que tenían una deuda sustancial con las sinfonías de estilo galante italianizante en tres movimientos de Carl Friedrich Abel y Johann Christian Bach; también escuchó las sinfonías de compositores relevantes como Thomas Arne, William Boyce y Giuseppe Sammartini.
Los compositores alemanes afincados en Londres Abel y J. C. Bach, el hijo menor de Johann Sebastian Bach habían iniciado una serie de conciertos públicos de enorme éxito en los que sus sinfonías y conciertos constituían un pilar del repertorio. Al parecer Johann Christian tomó al pequeño Wolfgang bajo su tutela, aunque no hay pruebas de ello. Los primeros intentos del niño de componer sinfonías, y más tarde conciertos para piano, están claramente influidos por los de Abel y Bach. De hecho, ahora se sabe que una sinfonía atribuida durante mucho tiempo a Mozart, la Sinfonía n.º 3 K. 18, en realidad fue compuesta por Abel.

### Composición
La composición de esta pieza se desarrolló en el verano de 1765 en Londres durante la gran gira europea de los Mozart. Para Ian Page, tanto ésta como la Sinfonía en fa mayor, K.19a, datan de 1765 y, aunque no haya pruebas categóricas, parece muy probable que fueran compuestas antes de que Mozart abandonara Londres en julio. Sin embargo, el experto en Mozart Neal Zaslaw cree que no fue compuesta hasta que los Mozart llegaron a La Haya, el siguiente puerto de escala de la familia tras abandonar Londres en agosto de 1765.
La partitura autógrafa original de Mozart no sobrevivió, pero la serie de partes escritas por la mano de su padre, Leopold Mozart, se conserva en la Biblioteca Estatal de Baviera en Múnich.

### Estreno y publicación

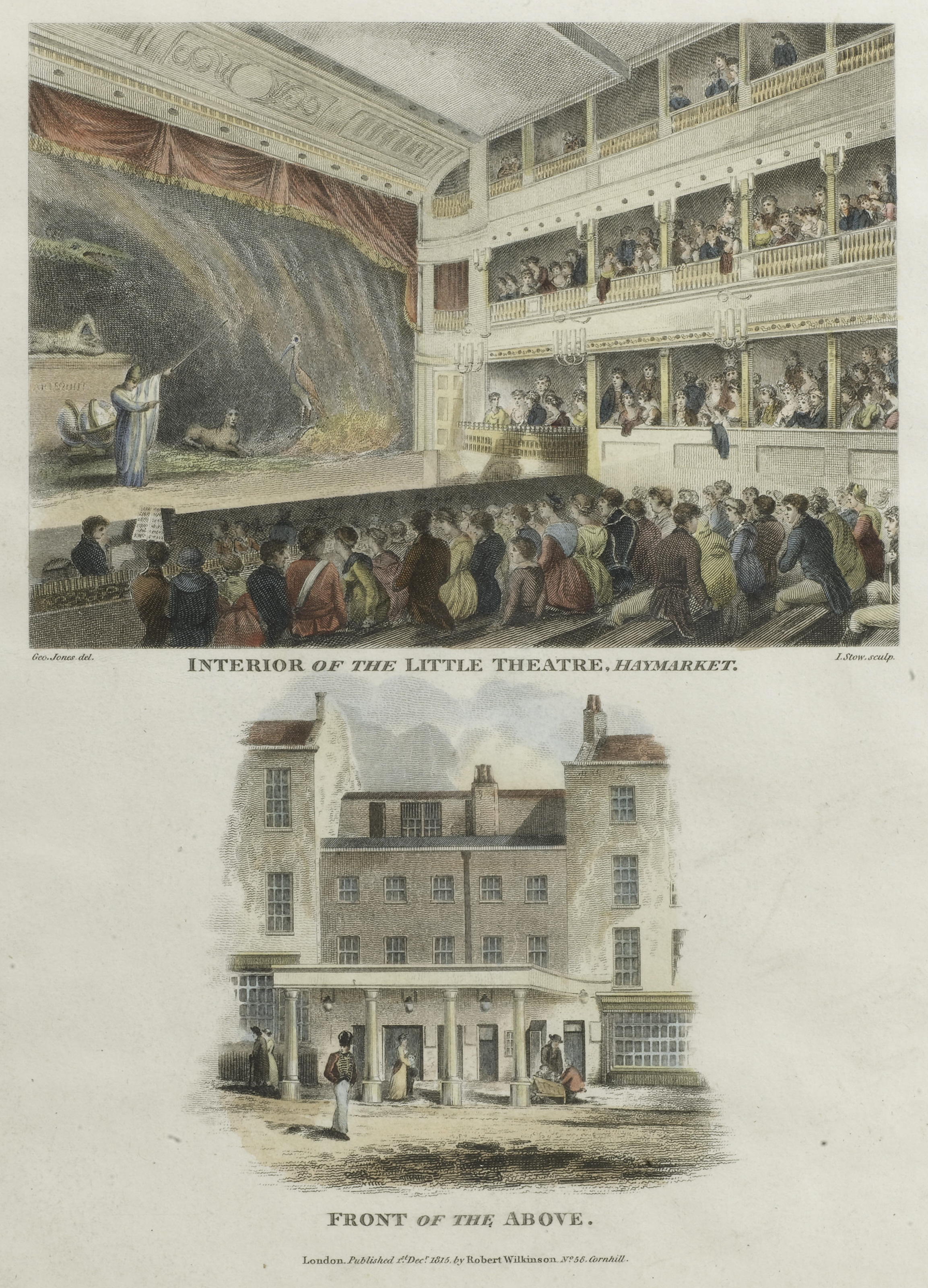
Little Theatre de Haymarket, lugar del estreno de varias sinfonías tempranas de Mozart.

Se desconoce la fecha exacta del estreno de esta pieza. En la actualidad se sabe que las sinfonías tempranas del joven Mozart fueron interpretadas en conciertos públicos ofrecidos por Wolfgang y Nannerl en el Little Theatre de Haymarket en Londres.
La primera edición fue llevada a cabo en 1879 por la editorial Breitkopf & Härtel en Leipzig, que publicó bajo la denominación Wolfgang Amadeus Mozarts Werke, Serie VIII, No. 4 tanto las partes como la partitura completa. A pesar de su numeración como Sinfonía n.º 4, esta es en realidad la seguna sinfonía de Mozart cuya autoría ha sido autentificada. Cuando el musicólogo Ludwig von Köchel elaboró en 1862 su exhaustivo catálogo de las obras completas de Mozart, incluyó como Sinfonías n.º 2 y n.º 3 dos obras que hoy se sabe que no fueron compuestas por Wolfgang. La n.º 2 era una sinfonía en si bemol mayor que se había conservado bajo la denominación "Mozart" en los archivos del monasterio de Lambach, en la Alta Austria. Con posterioridad se descubrió que había sido creada por su padre Leopold Mozart. La n.º 3 era una sinfonía de Carl Friedrich Abel, a quién Mozart había conocido durante su estancia en Londres. La pieza le había impresionado tanto que escribió una copia fiel, de ahí que Köchel supusiera que era una composición propia de Mozart.

## Instrumentación
La partitura está escrita para una orquesta formada por:
- Viento madera: 2 oboes y [1 fagot].
- Viento metal: 2 trompas en re.
- Teclado: [clavecín].
- Cuerda: una sección de cuerdas con 2 violines (primero y segundo), viola, violonchelo y contrabajo.

Se trata de la orquestación sinfónica estándar de entonces. En las orquestas de aquella época era una práctica común emplear el fagot y el clavecín, si estaban presentes en la orquesta, para reforzar la línea del bajo o bien como continuo, incluso sin notación separada.

## Estructura y análisis
La sinfonía consta de tres movimientos:
- I. Allegro, en re mayor 4
4
- II. Andante, en sol mayor 2
4
- III. Presto, en re mayor 3
8

La interpretación de esta obra dura aproximadamente 10 minutos. La estructura sigue el típico esquema en tres movimientos de la obertura italiana, dispuestos según el patrón del Clasicismo temprano: rápido–lento–rápido. Un movimiento lento central flanqueado por dos de naturaleza más extrovertida. Esta estructura tripartita es habitual en las sinfonías tempranas de Mozart, aunque con el tiempo fue sustituyéndola por la de cuatro movimientos. Estas sinfonías tempranas son prácticamente indistinguibles de las oberturas de óperas italianas de la época. De hecho, varias oberturas operísticas de Johann Christian Bach se publicaron posteriormente como sinfonías.

### I.Allegro
El primer movimiento, Allegro, está escrito en la tonalidad de re mayor, en compás de 4/4 y sigue la forma sonata. Se abre con un motivo a modo de fanfarria al unísono construido a partir de una tríada rota de la tónica con un ritmo con puntillo.  Este vivaz Allegro evoca la bulliciosa vida urbana que los Mozart saboreaban.

### II.Andante
El segundo movimiento, Andante, está en sol mayor y en compás de 2/4. Se trata de un elegante movimiento pastoral para cuerdas y trompas en el que los oboes se mantienen en silencio. Contiene un bordón con reminiscencias bucólicas.

### III.Presto
El tercer y último movimiento, Presto, retoma la tonalidad inicial y el compás es 3/8. El Finale está escrito a dos voces en estilo de giga. Presenta un carácter animado, lleno de vigor y buen humor.

## Recepción de la obra
Hildesheimer afirma que esta sinfonía muestra "una originalidad de melodía y modulación que va más allá de los métodos rutinarios de sus contemporáneos [adultos]".